# Petar Djulgerow
Petar Georgiew Djulgerow (bulgarisch Петър Георгиев Дюлгеров; * 3. Juli 1929 in Beliza; † 20. Juli 2003 in Sofia) war ein bulgarischer Politiker.

## Leben
1944 trat Djulgerow dem Bulgarischen Arbeiterjugendverband bei. Ab 1949 war er auch Mitglied der Bulgarischen Kommunistischen Partei. 1954 schloss er an der Universität Sofia ein Studium der Rechtswissenschaften ab. Von 1960 bis 1962 war Djulgerow Sekretär des Zentralkomitees des Dimitroffschen Kommunistischen Jugendverbands. 1971 wurde er Kandidat und 1976 dann schließlich Mitglied des Zentralkomitees der Bulgarischen Kommunistischen Partei. In den Jahren 1976 und 1977 war er Chefredakteur der Zeitung Rabotnitschesko Delo. Von 1977 bis 1981 war er Sekretär des Zentralkomitees der Partei. 1981 wurde er Kandidat des Politbüros des Zentralkomitees der Partei und auch Vorsitzender des Zentralrates der Bulgarischen Gewerkschaften.
Er wurde mit dem Orden Georgi Dimitrow ausgezeichnet.